# Fonoliet

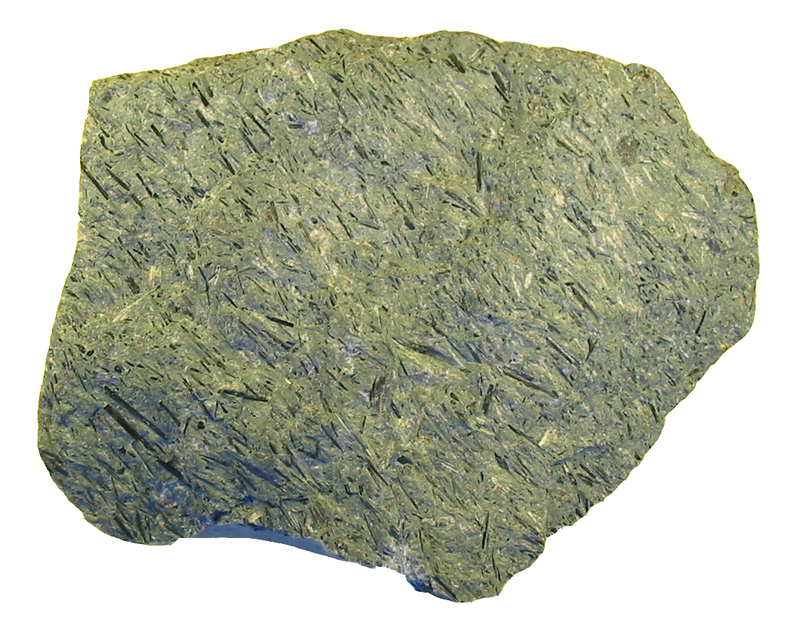
Fonoliet met fenocrysten van aegirien

Fonoliet of klanksteen is een intermediair (tussen mafisch en felsisch) uitvloeiingsgesteente dat zeer veel alkali's bevat, voornamelijk kaliveldspaat en meer dan 10% nefelien.

## Eigenschappen
Het doorgaans groenachtig grauwgekleurde fonoliet bevat naast nefelien ook veldspaatvervangers, pyroxenen (bijvoorbeeld aegirien) en amfibolen en biotiet. Kwarts komt niet in het stollingsgesteente voor.
Fonoliet is volgens het QAPF-diagram een overgangsgesteente tussen foidiet (rijker aan veldspaatvervangers) en syeniet (rijker aan kwarts). De dieptegesteente-variant van fonoliet is foidsyeniet.

## Naamgeving
De naam van het gesteente fonoliet is afgeleid van de Griekse woorden phōnē ("klank") en lithos, dat "steen" betekent. Het gesteente werd zo genoemd vanwege de specifieke klank die het soms kan produceren wanneer het bewerkt wordt.

## Voorkomen
Fonolieten komen voor in vulkanische gebieden die zeer alkali-rijk vulkanisme kennen. Het gesteente wordt onder andere gevormd in de Oost-Afrikaanse rift, maar het komt ook voor in de Duitse Eifel, de Azoren en het Centraal Massief in Frankrijk.